# Georgia Brown
Georgia Brown, nome artístico de Rossana Monti (Napoli, 29 de junho de 1980), é uma cantora, compositora, multi instrumentista, produtora musical e engenheira de áudio, ítalo-brasileira, criada em Goiânia-GO reconhecida por seu extenso registro vocal que a coloca no seleto grupo das vozes raras. Ela entrou no Guinness World Records em 18 de agosto de 2004 e permanece até a atualidade por atingir a nota vocal mais alta e possuir a maior extensão vocal, que alegou ser de exatamente 8 oitavas, de G2- G10, usando a notação de campo científico.

## Início da carreira
Georgia Brown iniciou sua carreira artística aos sete anos de idade, e pouco tempo depois tornou-se uma profissional da música, sendo aprovada no teste feito pela Ordem dos Músicos do Brasil. Aos 15 anos, foi backing vocal do cantor de MPB Jorge Ben Jor, em sua turnê W Brasil. Ao longo desses anos participou de importantes concursos e festivais musicais como Fest Valda e Skol Rock, onde venceu como Hours-Concours e foi contratada pela companhia francesa "Pastilhas Valda". Além destas, venceu todos os concursos de que participou.
Autodidata, dedicou-se totalmente à voz. Iniciou cedo sua carreira na música como profissão, cantando e gravando ao lado de grandes nomes da indústria fonográfica mundial. Aos 17 anos, tornou-se produtora-instrumentista, e começou a compor e arranjar suas próprias músicas dentro do estilo R&B/Soul. Foi morar em Oakland, Califórnia e permaneceu por três anos produzindo músicas e estudando engenharia de áudio.

## Recordes
Em 18 de agosto 2004, entrou para o Guinness Book, com dois recordes mundiais: "Maior extensão vocal do mundo (G2- G10)″ e "Nota mais aguda do mundo (G10)″. Seus recordes foram publicados nas edições de 2006, 2010, 2012 e 2015, recordes que permanecem intactos até à atualidade. Georgia também entrou para o Rank Brasil Recordes, atingindo notas em 8 oitavas diferentes e 8 oitavas completas (Sol 2/ Sol 10) que foram comprovadas através da medição de sua voz certificada por uma junta de professores de música que disseram: -"Georgia você é anormal, é uma aberração da natureza!". "As cordas vocais de Georgia ultrapassaram o limite da voz humana, dos animais de qualquer espécie e até mesmo a nota mais aguda de qualquer instrumento musical natural ou eletrônico. Somente um medidor de frequências e ondas sonoras é capaz de detectar as notas emitidas através da voz da cantora".
Georgia Brown é conhecida pela sua grande extensão vocal e está fora de nosso campo de audição, podendo ser captada apenas por medidores de frequência, pois são notas tão agudas que não podem ser captadas pelo ouvido humano. Em 2004 entrou para o Guinness Book com dois recordes: "Maior Extensão Vocal do Mundo com 8 oitavas (G2/G10)" e "Nota Mais Aguda (G10)". Seus títulos foram publicados no livro físico nas edições de 2006, 2010, 2012 e 2015  permanecendo intactos até hoje.

## Características vocais
Georgia Brown é famosa por sua vasta gama vocal, entretanto, seu timbre vocal também é um caso raro. Ela é um mezzosoprano com várias texturas vocais, podendo adaptar seu timbre para cantar em várias regiões, mudando as características de sua voz, devida sua vasta extensão vocal. Sua nota mais grave em notação norte-americana é G2, feita no registro basal e sua nota mais aguda é G10, ao qual lhe rendeu seus recordes vocais perante o livro dos recordes Guinness Book. Sua voz plena embarga desde G2 até C6. Suas passagens de registro vocal não são tão claras quanto um mezzosoprano o faria. Seus registros vocais são desiguais heterogêneos, revelando-os um leque de possibilidades vocais. Embora ela tenha entrado para o Guinness Book com o título de maior extensão vocal do mundo, em 8 oitavas, sua gama totaliza 9 oitavas e 2 notas, se contarmos desde os extremos graves no registro rasal até os extremos agudos em whistle register. Provavelmente se Georgia Brown viesse a ser uma cantora lírica, ela poderia cantar árias ou peças operísticas para de contraltos dramático a mezzosoprano lírico.

## Registros vocais

### Registro agudo
Belting volumoso, forte e dependendo da técnica ou gênero musical, a impostação pode ser aplicada em uma voz limpa e Cristalina e quando no gênero rock sua voz natural é considerada suja, rouca e com bastante drive, a região dos falsetes, voz mista e voz de cabeça e possuem um volume poderosíssimo, dependendo da interpretação É frágil, colorido, e suave. Tende a iniciar em D4 e estender-se até C6.

### Registro médio
É forte, vigoroso e volumoso. Inicia-se em G#4 e estende-se até Bb5.

### Registro grave
Apresenta virtuosismo até B2, com graves cheios e dentro da ressonância apropriada, perdendo volume em notas mais graves até G2.

### Registro de apito
É forte, intenso, além de apresentar uma quantidade significativa de metal em suas características. É moldável e totalmente controlável por parte de Georgia, que com ele, pode utilizar de técnicas como melisma, arpejo, staccato, firula e apogiatura. Seu registro de apito é similar ao de cantoras como: Rachelle Ferrell, Minnie Riperton, Nina Hagen, entre outras. Especula-se que ele se inicia em C6, como ouvimos durante o desempenho vocal de Brown no Programa do Jô, cantando um cover de: "Oh Happy Day" e podendo estender-se até o já conhecido G10. Para a mídia, a nota mais aguda que Georgia já executou foi um F8, durante entrevista para o History Channel, dos EUA.

## Discografia

### Álbuns
- 2001: Black Nature
- 2004: Heart Beats
- 2008: The Renascence of Soul
- 2012: Me & Myself

### Singles
- 1997: Hold On
- 1998: Make it Right
- 1999: It's A Pleasure
- 2000: Lost Love
- 2001: Commit A Crime
- 2001: 81 is the Number
- 2002: I Need U
- 2003: Forgiven
- 2003: Deeper
- 2003: Red Light
- 2004: Nobody's Supposed To Be Here
- 2005: Always
- 2006: Mermaid
- 2007: I'm Dangerous
- 2008: Save My Soul
- 2008: Art a shield for me
- 2009: Place In Your Heart
- 2009: Loneliness
- 2010: Love 4 Real
- 2012: Gave 2 U
- 2018: #HighVibration (Sweet Sensation)